# Elsa Ebbesen
Elsa Gerda Ebbesen-Thornblad, född 7 juli 1890 i  Hedvig Eleonora församling i Stockholm, död 21 december 1977 på Höstsol i Täby, var en svensk skådespelare.

## Biografi
Ebbesen-Thornblad studerade vid Dramatens elevskola 1906–1909. Under studietiden medverkade hon i sex roller på Dramaten, bland annat i en uppsättning av William Shakespeares Macbeth. 1936 engagerades hon återigen vid samma teater och kom att bli kvar där till sin död. Hennes sista roll på Dramaten blev den som Anne-Marie i Henrik Ibsens Ett dockhem (1962). Hon kom sammanlagt att göra 89 roller på teatern.
Hon filmdebuterade 1922 i Gustaf Molanders Amatörfilmen som kom att följas av ett sextiotal filmroller. Hennes sista film blev i rollen som Juror i Kenne Fants Monismanien 1995 (1975).
Elsa Ebbesen var dotter till varietésångaren Thorald Ebbesen och skådespelaren Jenny Öhrström samt syster till skådespelaren Dagmar Ebbesen. Hon gifte sig 1917 med målarmästare Sven Thornblad (1882–1962). De är begravda på Norra begravningsplatsen utanför Stockholm.

## Filmografi
- 1922 – Amatörfilmen
- 1923 – Hemslavinnor
- 1923 – Norrtullsligan
- 1930 – Ulla, min Ulla
- 1935 – Flickor på fabrik
- 1936 – Äventyret
- 1937 – En flicka kommer till sta'n
- 1938 – Snickar Folking tar semester
- 1939 – Filmen om Emelie Högqvist
- 1940 – Vi tre
- 1940 – Snurriga familjen
- 1940 – Vi Masthuggspojkar
- 1941 – Striden går vidare
- 1941 – Ung dam med tur
- 1941 – Första divisionen (film)
- 1941 – Göranssons pojke
- 1941 – Bara en kvinna
- 1942 – Rid i natt!
- 1943 – Katrina
- 1943 – I brist på bevis
- 1943 – Stora skrällen
- 1944 – Hemsöborna
- 1944 – Hans officiella fästmö
- 1944 – Prins Gustaf
- 1946 – Klockorna i Gamla Sta'n
- 1947 – Tant Grön, Tant Brun och Tant Gredelin
- 1947 – Brott i sol
- 1947 – Konsten att älska
- 1947 – Dynamit
- 1948 – Lars Hård
- 1948 – Kvinnan gör mig galen
- 1950 – Kvartetten som sprängdes
- 1952 – Säg det med blommor
- 1952 – Trots
- 1952 – Kärlek
- 1953 – Glasberget
- 1953 – Dumbom
- 1953 – I dur och skur
- 1954 – Herr Arnes penningar
- 1954 – Storm över Tjurö
- 1954 – Ung sommar
- 1954 – Flicka utan namn
- 1954 – Flicka med melodi
- 1954 – Skattefria Andersson
- 1954 – Seger i mörker
- 1955 – Finnskogens folk
- 1955 – Enhörningen
- 1956 – Sjunde himlen
- 1956 – Pettersson i Annorlunda
- 1956 – Den långa julmiddagen
- 1956 – Egen ingång
- 1956 – På heder och skoj
- 1956 – Nattbarn
- 1957 – Gäst i eget hus
- 1957 – Räkna med bråk
- 1957 – Prästen i Uddarbo
- 1957 – Svarta handsken
- 1958 – Jazzgossen
- 1958 – Den store amatören
- 1959 – Guldgrävarna
- 1959 – Brott i paradiset
- 1959 – Midsommardröm i fattighuset
- 1959 – Rum för ensam dam
- 1959 – Åke och hans värld
- 1962 – Nils Holgerssons underbara resa
- 1963 – Den gula bilen
- 1963 – Nattvardsgästerna
- 1963 – Ett drömspel
- 1963 – Anna Sophie Hedvig
- 1963 – Hittebarnet
- 1964 – Åsa-Nisse i popform
- 1965 – Morianerna
- 1968 – Sarons ros och gubbarna i Knohult
- 1971 – Beröringen
- 1974 – Engeln (TV-serie)
- 1975 – Monismanien 1995

## Teater

### Roller (ej komplett)
| År   | Roll                                 | Produktion                                                           | Regi              | Teater                   |
| ---- | ------------------------------------ | -------------------------------------------------------------------- | ----------------- | ------------------------ |
| 1908 | Bondfolk                             | Samvetets mask Ludwig Anzengruber                                    | Gustaf Linden     | Dramaten                 |
| 1915 | Anna-Lisa                            | Kvarnen vid storgården Paul Hallström                                |                   | Folkteatern              |
| 1915 |                                      | Tattar-Ingrid Algot Sandberg                                         | Algot Sandberg    | Folkteatern              |
| 1915 |                                      | I mobiliseringstider Gustav von Moser                                |                   | Folkteatern              |
| 1915 |                                      | Hattmakarens bal Selfrid Kinmanson                                   |                   | Folkteatern              |
| 1916 |                                      | Frun av stånd och frun i ståndet Frans Hedberg                       |                   | Folkteatern              |
| 1917 | Mormor                               | Lilla Rödluvan Helge Malmberg                                        | Helge Malmberg    | Intima teatern           |
| 1920 | Clara                                | Clara från Narvavägen Björn Hodell                                   | Ernst Brunman     | Folkteatern              |
| 1920 |                                      | Barken Margareta Christian Bogø och J. Ravn-Jensen                   |                   | Folkteatern              |
| 1921 | Medverkande                          | Denna sida opp, revy Karl-Ewert och Karl Gerhard                     | Olle Nordmark     | Folkteatern              |
| 1921 |                                      | Hönsgården Manne Göthson                                             |                   | Folkteatern              |
| 1922 | Medverkande                          | Med Folkan för fosterlandet, revy Karl-Ewert och G.V. Nordensvan     | Hjalmar Peters    | Folkteatern              |
| 1923 |                                      | Inspektorn på Siltala Hjalmar Procopé                                | Hjalmar Peters    | Folkteatern              |
| 1923 |                                      | Frun av stånd och frun i ståndet Frans Hedberg                       |                   | Folkteatern              |
| 1926 |                                      | Lätta Isabell Robert Gilbert och Hans Hellmut Zerlett                | Gunnar Cronwin    | Blancheteatern           |
| 1929 | Doña Ines                            | Don Gil av gröna byxor Tirso de Molina                               | Rudolf Wendbladh  | Helsingborgs stadsteater |
| 1929 | Rose Lavendel                        | Lavendelfröknarna Daisy Fisher                                       | Rudolf Wendbladh  | Helsingborgs stadsteater |
| 1929 | Dorothea                             | Herr Dardanell och hans upptåg på landet August Blanche              | Rudolf Wendbladh  | Helsingborgs stadsteater |
| 1930 | Victorine                            | Kom, sågs, segrade! Louis Verneuil                                   | Rudolf Wendbladh  | Helsingborgs stadsteater |
| 1930 | Faster Valérie                       | Odågan Jacques Deval                                                 | Rudolf Wendbladh  | Helsingborgs stadsteater |
| 1930 | Ethel                                | Rena rama sanningen James H. Montgomery                              | Rudolf Wendbladh  | Helsingborgs stadsteater |
| 1930 | Irma                                 | Jag är min syster Ralph Benatzky och Robert Blum                     | Rudolf Wendbladh  | Helsingborgs stadsteater |
| 1931 | Första damen                         | Markurells i Wadköping Hjalmar Bergman                               | Albert Nycop      | Helsingborgs stadsteater |
| 1931 | Noëmie                               | "Succes!" Édouard Bourdet                                            | Rudolf Wendbladh  | Helsingborgs stadsteater |
| 1931 | Andra hovdamen                       | Elisabet av England Ferdinand Bruckner                               | Rudolf Wendbladh  | Helsingborgs stadsteater |
| 1931 | Fru Enberg                           | Hans nåds testamente Hjalmar Bergman                                 | Rudolf Wendbladh  | Helsingborgs stadsteater |
| 1932 | En städerska                         | Till polisens förfogande Max Alsberg och Otto Ernst Hesse            | Albert Nycop      | Helsingborgs stadsteater |
| 1932 | Fru Parpalaid                        | Knock eller Läkarkonstens triumf Jules Romains                       | Rudolf Wendbladh  | Helsingborgs stadsteater |
| 1937 | Clara                                | Höfeber Noël Coward                                                  | Alf Sjöberg       | Dramaten                 |
| 1937 | Fru Hawkins                          | En sån dag! Dodie Smith                                              | Rune Carlsten     | Dramaten                 |
| 1938 | Den döva damen Andra halvgamla damen | Spel på havet Sigfrid Siwertz                                        | Alf Sjöberg       | Dramaten                 |
| 1938 | Andra biträdet                       | Kvinnorna Clare Boothe Luce                                          | Rune Carlsten     | Dramaten                 |
| 1938 | Portvakterskan                       | Sex trappor upp Alfred Gehri                                         | Pauline Brunius   | Dramaten                 |
| 1939 | Fru Bang                             | Paul Lange och Tora Parsberg Björnstjerne Björnson                   | Rune Carlsten     | Dramaten                 |
| 1939 | Agathe                               | Bridgekungen Paul Armont och Léopold Marchand                        | Rune Carlsten     | Dramaten                 |
| 1939 | Gertrude                             | Guldbröllop Dodie Smith                                              | Carlo Keil-Möller | Dramaten                 |
| 1940 | Syster Britta                        | Medelålders herre Sigfrid Siwertz                                    | Rune Carlsten     | Dramaten                 |
| 1940 | Värdinnan                            | Den lilla hovkonserten Toni Impekoven och Paul Verhoeven             | Rune Carlsten     | Dramaten                 |
| 1942 | Martha Boman                         | Swedenhielms Hjalmar Bergman                                         | Carlo Keil-Möller | Dramaten                 |
| 1942 | Katie                                | Ut till fåglarna George S. Kaufman och Moss Hart                     | Alf Sjöberg       | Dramaten                 |
| 1943 | Olympia                              | Vår hemliga dröm Robert Boissy                                       | Carlo Keil-Möller | Dramaten                 |
| 1943 | Malin                                | Den stora skuggan Carlo Keil-Möller                                  | Carlo Keil-Möller | Dramaten                 |
| 1943 | Generalskan                          | Kungen Robert de Flers, Emmanuel Arène och Gaston Arman de Caillavet | Rune Carlsten     | Dramaten                 |
| 1944 | Maria                                | Innanför murarna Henri Nathansen                                     | Carlo Keil-Möller | Dramaten                 |
| 1945 | Fröken Ulla Sinclair                 | Av hjärtans lust Karl Ragnar Gierow                                  | Rune Carlsten     | Dramaten                 |
| 1961 | Anna                                 | Kattorna Walentin Chorell                                            | Mimi Pollak       | Dramaten                 |

## Radioteater

### Roller
| År   | Roll                       | Produktion                          | Regi          |
| ---- | -------------------------- | ----------------------------------- | ------------- |
| 1944 | Ida                        | Auktion Josef Briné och Nils Ferlin | Lars Madsén   |
| 1953 | Fru Andersson vid Munkbron | Midsommar August Strindberg         | Palle Brunius |
| 1954 | Linnea Jansson             | Vår ofödde son Vilhelm Moberg       | Mimi Pollak   |